# Jüdischer Friedhof Aukštadvaris
Koordinaten: 54° 34′ 7,2″ N, 24° 31′ 47,1″ O

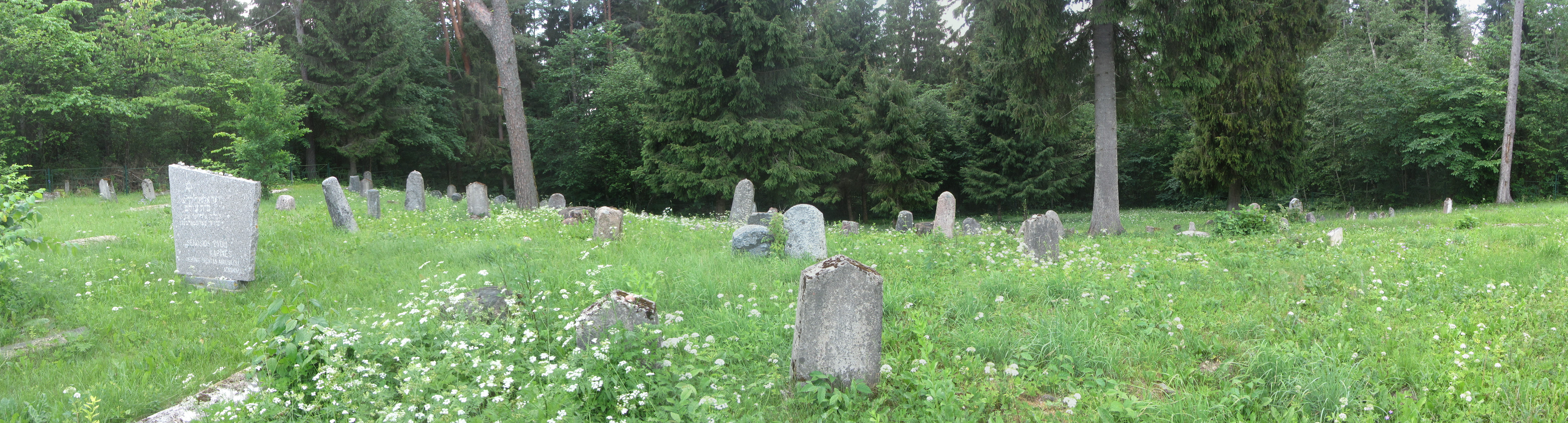
Jüdischer Friedhof Aukštadvaris (2016)

Der jüdische Friedhof Aukštadvaris liegt in Aukštadvaris (deutsch Augstdwar oder Rahden), einem Städtchen in der Rajongemeinde Trakai im Bezirk Vilnius im Südosten Litauens.
Auf dem jüdischen Friedhof südlich des Ortes, direkt an der 4703, sind zahlreiche Grabsteine erhalten.